# Andrzej Sądej
Andrzej Sądej (20 de diciembre de 1957) es un deportista polaco que compitió en judo. Ganó cuatro medallas de bronce en el Campeonato Europeo de Judo entre los años 1981 y 1987.

## Palmarés internacional
| Campeonato Europeo | Campeonato Europeo | Campeonato Europeo | Campeonato Europeo |
| Año                | Lugar              | Medalla            | Categoría          |
| ------------------ | ------------------ | ------------------ | ------------------ |
| 1981               | Debrecen (Hungría) | Medalla de bronce  | –78 kg             |
| 1982               | Rostock (RDA)      | Medalla de bronce  | –78 kg             |
| 1983               | París (Francia)    | Medalla de bronce  | –78 kg             |
| 1987               | París (Francia)    | Medalla de bronce  | –78 kg             |